# Meunet-Planches
Meunet-Planches è un comune francese di 197 abitanti situato nel dipartimento dell'Indre nella regione del Centro-Valle della Loira.

## Società

### Evoluzione demografica
Abitanti censiti